# كفر العمار
كفر العمار إحدى قرى مركز طوخ التابع لمحافظة القليوبية بجمهورية مصر العربية.

## السكان
بلغ عدد سكان كفر العمار 5,152 نسمة، حسب الإحصاء الرسمي لعام 2006.